# 三宝出入口

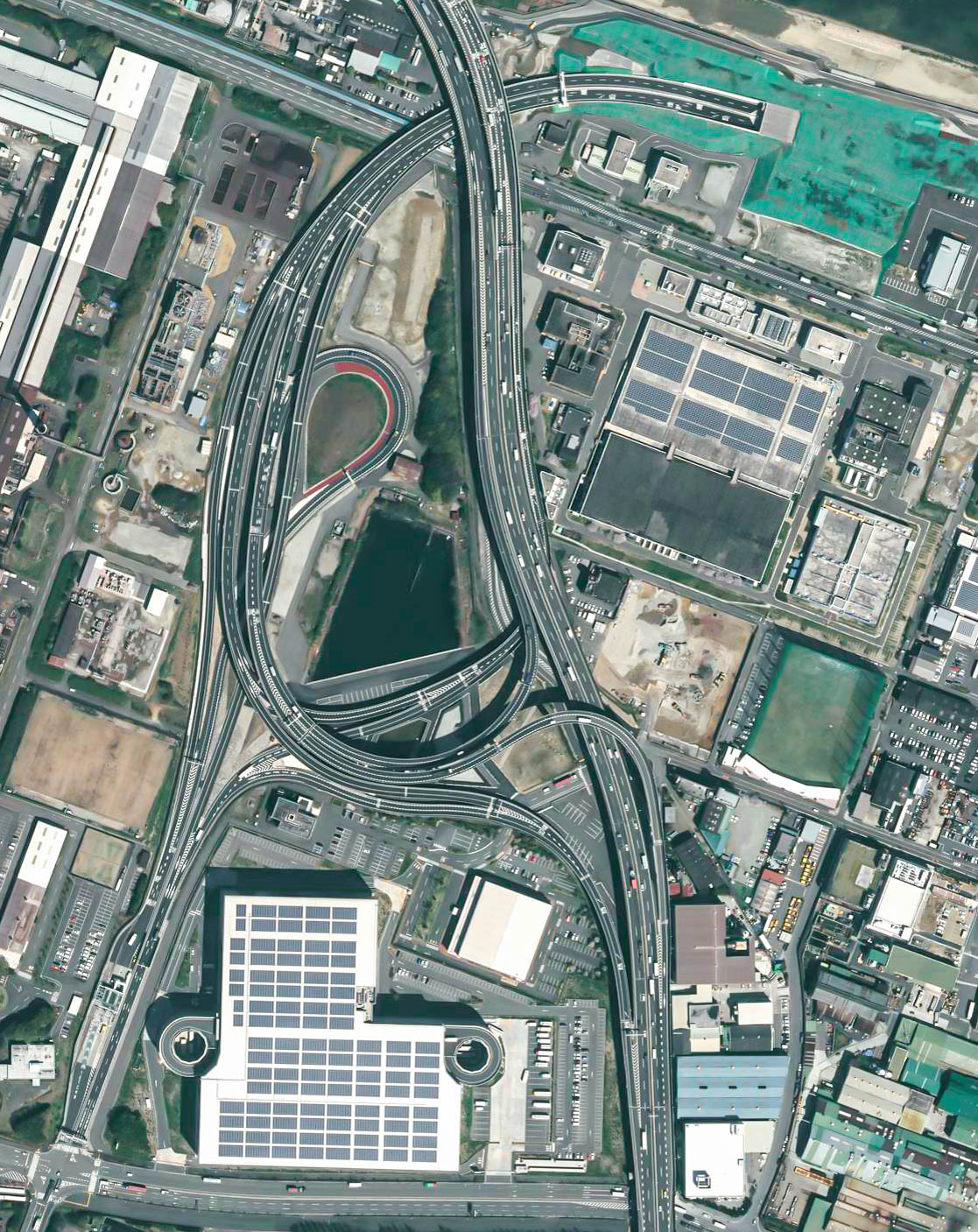
三宝JCTと三宝出入口の空中写真（2017年）

三宝出入口（さんぼうでいりぐち）は、大阪府堺市堺区築港八幡町にある阪神高速道路4号湾岸線及び6号大和川線の出入口である。阪神高速4号湾岸線と阪神高速6号大和川線を結ぶフルジャンクションである三宝ジャンクションを併設している。
2025年（令和7年）3月25日より入口料金所がETC専用になっている。
三宝ジャンクションは、土木学会デザイン賞 2018 優秀賞 受賞。

## 道路
- 阪神高速4号湾岸線
- 阪神高速6号大和川線

## 料金所

### 三宝料金所
- ブース数：2
  - ETC専用：1
  - サポート：1

## 接続する道路
- 大阪府道29号大阪臨海線

## 周辺
- 大和川
- 日本製鉄 関西製鉄所和歌山地区（堺）
- 堺浜シーサイドステージ
- シャープ 堺工場

## 隣
阪神高速4号湾岸線
(4-03)南港南出入口 - (4-04)三宝JCT/出入口 - (4-05,4-06)大浜出入口
阪神高速6号大和川線
(6-01)三宝JCT/出入口  - (6-02,6-03)鉄砲出入口

## 6号大和川線建設に伴う閉鎖および出入口の新設
2011年6月1日から2013年12月15日まで、4号湾岸線と建設中の6号大和川線を結ぶ三宝JCTの建設のため、閉鎖された。2013年12月15日、大阪市内方面の出入口が再開すると同時に、泉佐野・関西空港方面の出口が新設された。さらに2015年3月29日には泉佐野・関西空港方面の入口が新設されてフルIC化された。また2017年1月28日の6号大和川線開通と同時に同線方面の出入口が設置された。